# Terttu Arajärvi

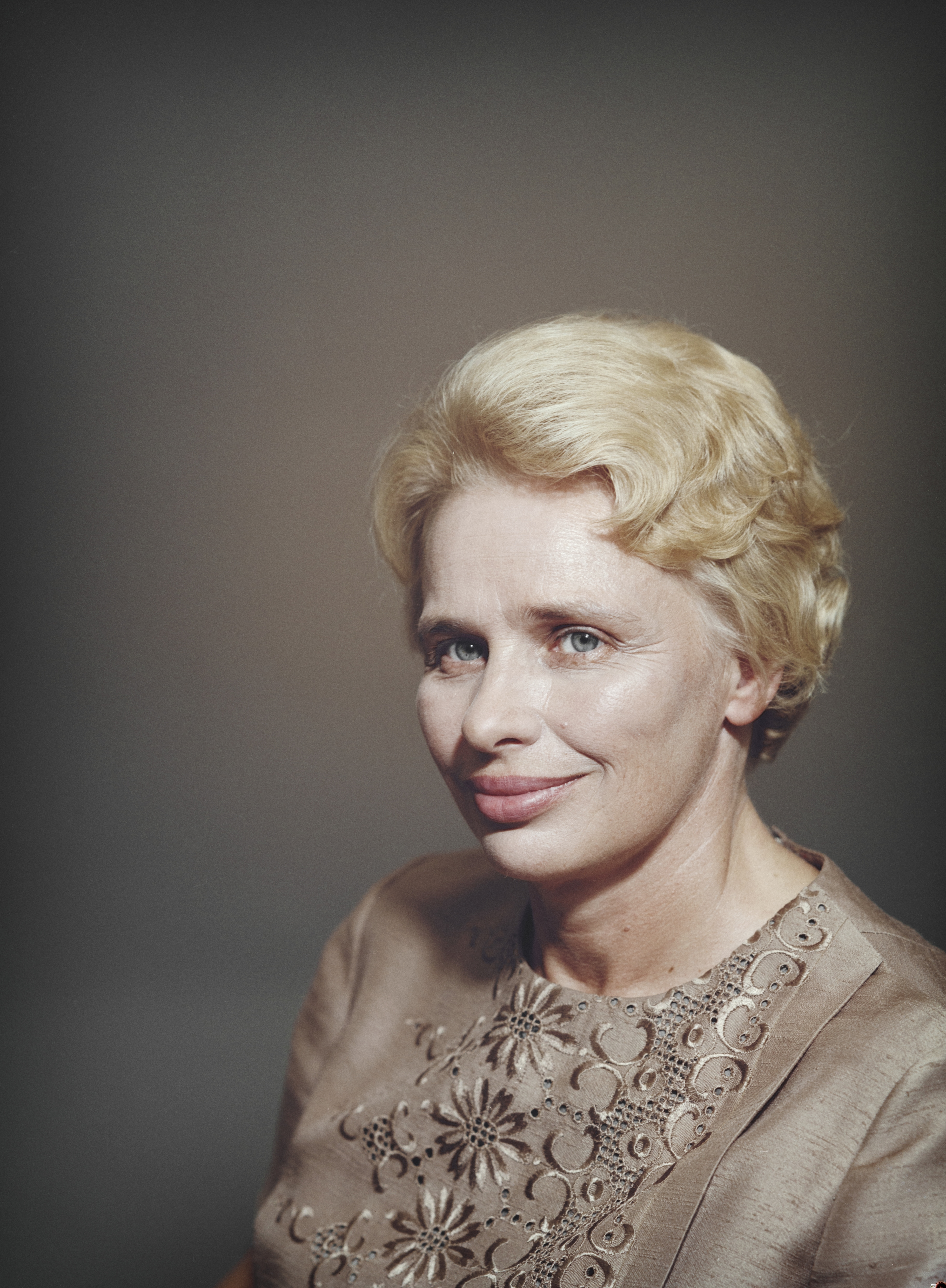
Terttu Arajärvi (1967).

Terttu Marjatta Arajärvi, född Hanhilammi 2 juni 1922 i Hausjärvi, död 22 januari 2014 i Helsingfors, var en finländsk barnpsykiater. Hon var mor till Pentti Arajärvi.
Arajärvi blev student 1940, medicine kandidat 1944, medicine licentiat 1948 och medicine och kirurgie doktor i Helsingfors 1953 på avhandlingen Microscopic Investigations into the Capillaries of Newborn, especially Premature Infants. Hon var docent i barnpsykiatri vid Helsingfors universitet 1967–1973 och professor i detta ämne där 1974–1987. Hon blev därigenom den första innehavaren av en lärostol i detta ämne i Finland. Hon tilldelades utmärkelsen Årets kvinna i Finland 1979.

## Utmärkelser
- Förbundsrepubliken Tysklands förtjänstorden - stora kommendörskorset,  1976[3]
- Kommendörstecknet av Finlands Vita Ros’ orden,  1996[3]

[Redigera Wikidata]

### Uppslagsverk
- Arajärvi, Terttu Marjatta i Kuka kukin on (1978, på finska)